# Draco (raketový motor)
Draco je rodina hypergolických kapalinových raketových motorů navržených a postavených společností SpaceX pro použití na jejich kosmických lodích. Existují dva druhy: Draco a SuperDraco.
Draco je malý raketový motor používaný na kosmické lodi Dragon.
SuperDraco je odvozen od původního motoru Draco a využívá stejné skladovatelné (nekryogenní) palivo jako malý Draco, ale je větší a má téměř 200krát větší tah. Motory SuperDraco se používají na kosmické lodi Crew Dragon pro systém záchrany posádky při letech na nízkou oběžnou dráhu Země.

## Draco
Motory Draco mají tah 400 newtonů a jako palivo používají směs monomethylhydrazinu jako paliva a oxidu dusičitého jako okysličovadla. Tah motoru Draco je srovnatelný s tahem motoru Marquardt R-4D, který byl vyvinutý pro servisní a lunární moduly lodi Apollo v roce 1960 a používal se pro řízení polohy na orbitě.
Pro řízení polohy lodi Dragon se používá osmnáct motorů Draco. Tento systém není redundantní ve všech osách, pro kontrolu rotace a translace vyžaduje alespoň 7 trysek.
Čtyři motory Draco měly být použity na druhém stupni zrušené výkonnější varianty Block 2 rakety Falcon 9 v1.0.  

## SuperDraco

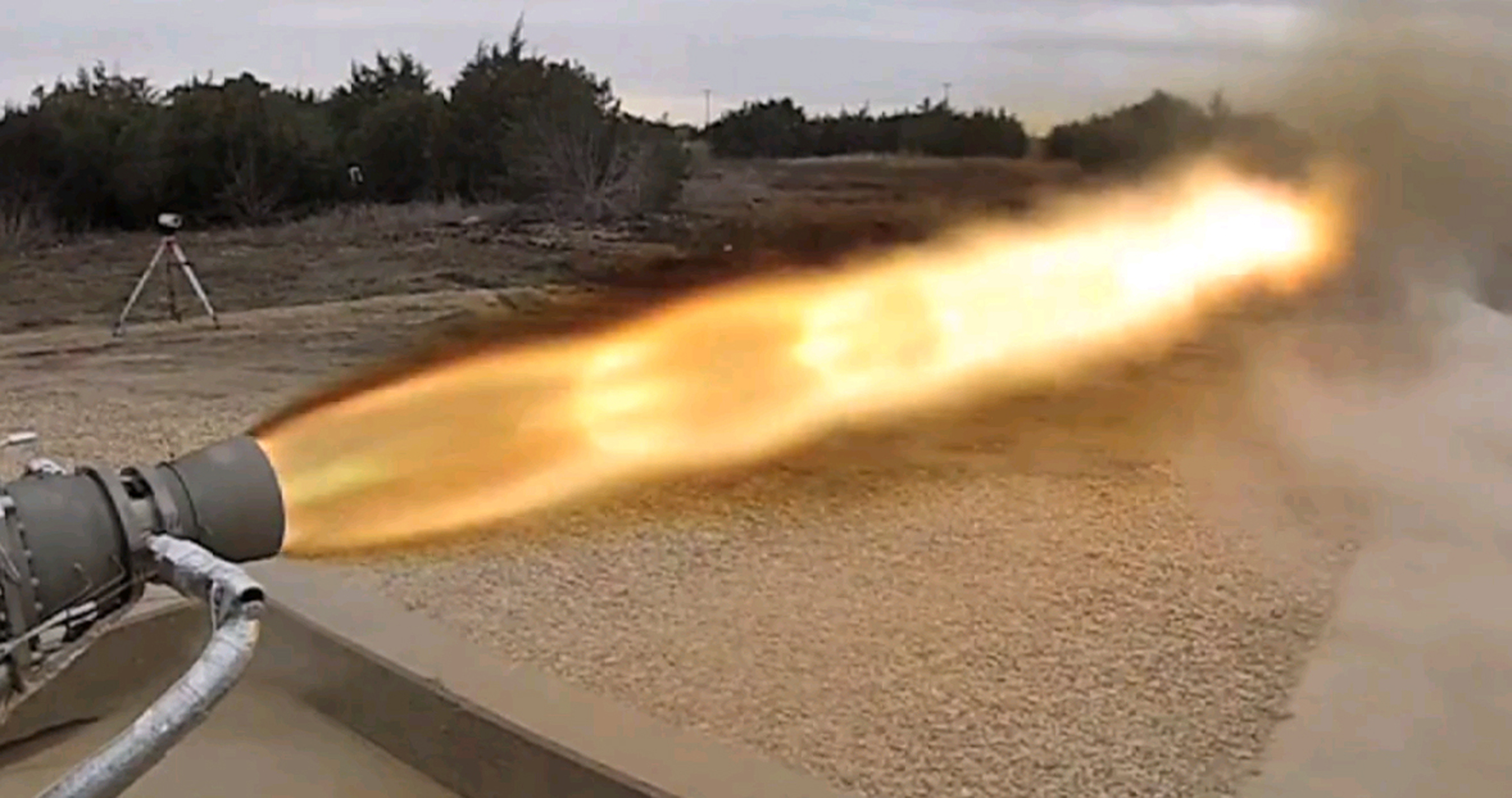
test SuperDraca

Dne 1. února 2012 SpaceX oznámila, že dokončila vývoj nové, výkonnější verze raketového motoru s názvem SuperDraco. Tento motor má asi 200krát větší tah než Draco. Má schopnost široké regulace výkonu, je restartovatelný stejně jako Draco a používá stejné palivo. Jeho primární účel je záchrana posádky při startu na Dragonu 2. Podle NASA se dokáže od zažehnutí dostat na plný výkon za 100ms. V případě zahájení únikového manévru se očekává, že osm motorů SuperDraco bude pracovat na plný výkon 5 sekund. Vývoj motoru je částečně financován NASA programem CCDev 2.
Motory SuperDraco se používají na lodích Crew Dragon a byly použity na testovací kabině DragonFly. Zatímco motor je schopen tahu 73 kN, při použití na testovací kabině DragonFly byl tah omezen na 68,17 kN. První zážeh všech osmi motorů SuperDraco se konal 6. května 2015.
SuperDraco motory jsou navržené jako znovupoužitelné a mají schopnost široké regulace výkonu, což umožní přesné ovládání během motorického přistávání Dragonu 2. Od motorického přistávání Dragonu 2 se nakonec upustilo. 
Od roku 2015 je SuperDraco třetí nejsilnější motor vyvinutý společností SpaceX. Je přibližně 200krát silnější než Draco a předstihnou ho pouze motory Raptor a Merlin. Pro srovnání, je více než dvakrát silnější než Kestrel, který byl použit na druhém stupni Falconu 1.
Kromě použití motorů SuperDraco pro motorické přistávání na Zemi, NASA Ames Research Center zkoumala proveditelnost motorického přistání lodi RedDragon na Marsu s vědeckým vybavením. Z předběžné analýzy vyplynulo, že by to bylo možné.